# National Offshore Petroleum Safety Authority
Die National Offshore Petroleum Safety Authority (NOPSA) ist die australische Behörde mit Dienstsitz Perth.
Es ist die Sicherheits- und Arbeitsschutzregelungen von Erdöl- und Erdgasanlagen vor der australischen Küste (Offshore) überwacht, kontrolliert und gegenüber dem Department of Mines and Petroleum (DMP) ein Berichtswesen pflegt. Sie nahm ihre Aufgaben am 1. Januar 2005 auf. Ihr Sitz befindet sich in Perth, Western Australia.

## Geschichte
1999 gab die australische Regierung den Auftrag die Sicherheit der Offshore-Anlagen der Erdöl- und Erdgasförderung zu überprüfen, dies war die Antwort auf die Erklärung der Regierung in dieser Frage aus dem Jahr 1998. Zur gleichen Zeit hatte die Regierung und die Regierung des Northern Territory in dieser Frage kontinuierlich einzelne Sicherheitsregulierungen und Verhaltensanweisungen herausgegeben.
Der Auftrag der Bundesregierung, der von einem Independent Review Team (IRT) ausgeführt wurde, umfasste die Untersuchung der Effektivität und den Vorschlag zum Aufbau einer Sicherheitsbehörde. Das IRT befragte die Betreiber der Offshore-Anlagen, ausführende Stellen und das Management sowie staatliche Regulierungs- und Bundesbehörden. Am 22. Mai 2003 wurden die staatliche Stellen, die zu dieser Frage bereits existierten in dem Transitional Plan zusammengefasst und damit wurde die NOPSA nicht nur für die regionalen australischen Offshore-Gewässer zuständig, sondern erhielt die Zuständigkeit für die gesamte australische Küste und sie nahm ihre Arbeit am 1. Januar 2005 auf.

## Sicherheitsanforderungen
Die NOSPA ist für die Überwachung der Arbeitssicherheit und Sicherheit der Offshore-Anlagen, Sicherstellung von Arbeitssicherheits- und Sicherheitsregeln der Erdöl- und Erdgasindustrie vor der australischen Küste zuständig. Sie hat für die Reduzierung der bürokratischen Lasten der Erdöl- und Erdgasindustrie beim Betreiben und Genehmigen der Anlagen zu sorgen, die von verschiedenen gesetzlichen Regelungen betroffen sind, um ein konsistentes und umfassendes Gesundheits- und Sicherheitssystem zu liefern.
Jede Offshore-Anlage hat einen Sicherheitsplan zu entwickeln, der von der NOPSA zu prüfen und zu genehmigen ist. Dieser Plan soll die Sicherheitsrisiken auf den Anlagen helfen zu minimieren und er soll auch praktikabel sein. Die Betreiber der Anlagen haben die grundsätzliche Aufgabe ihre Anlagen sicher und ohne Gesundheitsrisiken zu betreiben.